# Empoasca triangularis
Empoasca triangularis är en insektsart som beskrevs av Irena Dworakowska 1994. Empoasca triangularis ingår i släktet Empoasca och familjen dvärgstritar. Inga underarter finns listade i Catalogue of Life.